# 房山石經

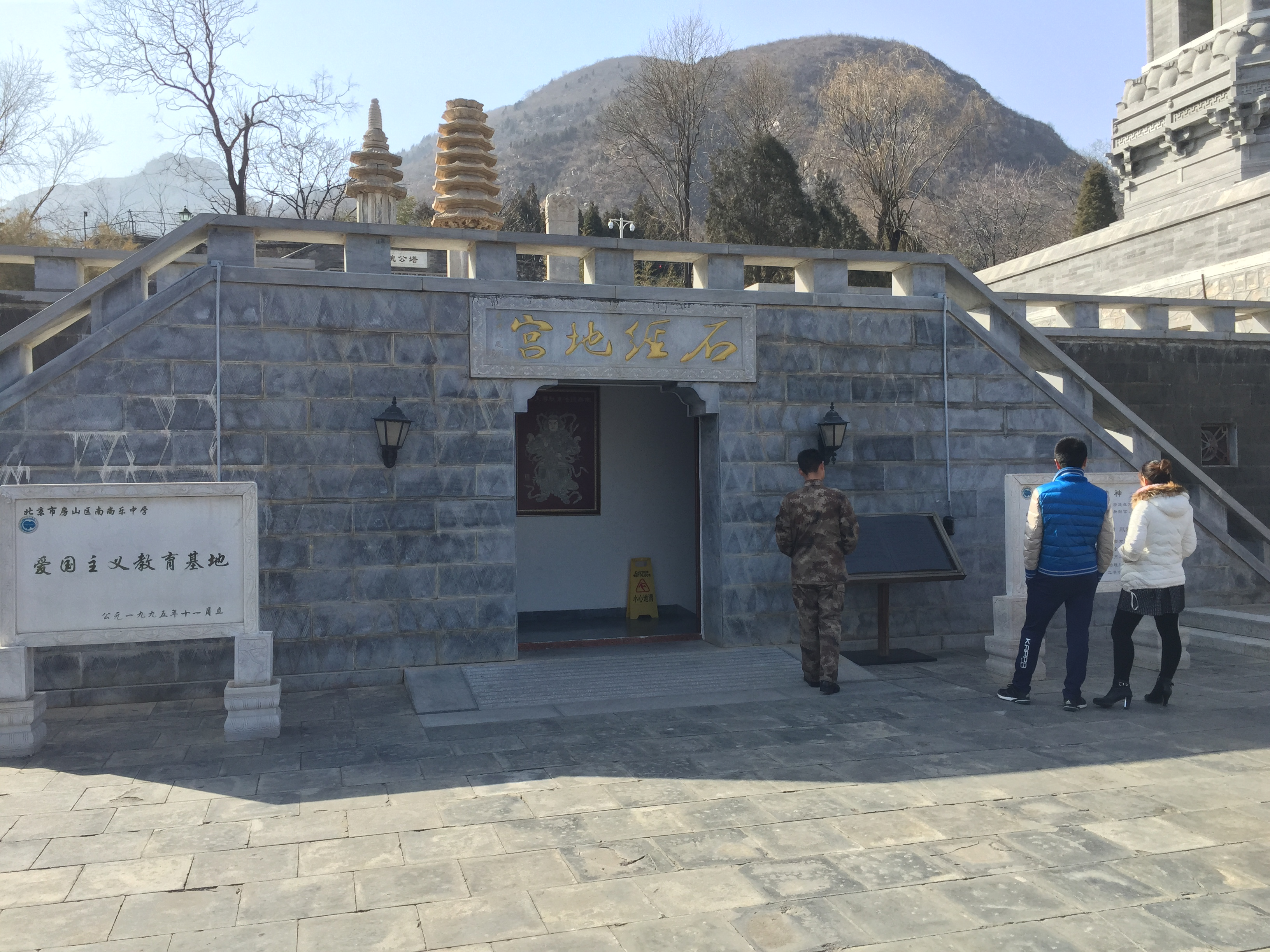
存放辽金石经的房山云居寺地宫入口

《房山石經》，全稱《房山云居寺石刻佛教大藏经》，位於北京房山縣雲居寺石經山，是佛教大藏經的石刻洞藏，刻石事業歷經唐、遼、金，至於明朝末年。

## 歷史
由於北魏太武帝、北周武帝先後兩次滅佛，为了保存佛经，幽州（今北京地区）沙门靜琬（智苑）继承其师慧思遗愿，從隋朝開始在石碑上刻經，並得到隋炀帝皇后萧氏及其弟萧瑀的赞助。
贞观五年（631年）《涅槃經》刻成，贞观十三年（639年）靜琬圆寂，其弟子玄导（导公）、仪公、惠暹（暹公）和法公等人接續其志、繼續刻石，玄导续刻了《大品般若经》、《楞伽阿跋多罗宝经》、《思益梵天所問經》、《佛地经》四部。开元年間静琬第四代弟子惠暹得唐玄宗八妹金仙公主之助，在雷音洞（石经堂）下新開了兩個洞口（今第一、二洞），至晚唐已刻出经石4000多块，分藏于九个石洞，分上下二层。
五代战乱，石刻陷於停顿。遼朝時，涿州刺史韩绍芳曾清点藏于石洞中的石经数量，计碑360块，但並沒有盤查所有的洞口。金代天会十年（1132年）涿州知州张玄徴刻《佛印三味经》，天会十四年，燕京圆福寺僧见嵩续刻《大都王经》。
元代無镌刻石经。至正元年（公元1341年），高丽僧慧月等自五台山来游石经山，见华严堂（雷音洞）石扉毁废，遂募化修理洞门。
明太祖曾派姚广孝前往石经山视察。天启、崇祯年间，有吴兴真程建議葛一龍、冯铨、李腾芳、董其昌、黄汝亨、王思任、赵琦美等续刻石经，在雷音洞左面新开一小洞，称宝藏洞，並在北京石灯庵刻佛经，再送往石经山贮藏。

## 文物
第五洞雷音洞（又称石经堂或华严堂）刻有《法华经》、《盛鬘经》等，公認是静琬的作品。
《房山石經》收錄有《釋教最上乘秘密藏陀羅尼集》，共收錄724首咒語，是一部失傳的密教經典。